# Сибирски козирог
Сибирските козирози (Capra sibirica) са вид средноголеми бозайници от семейство Кухороги (Bovidae).

## Разпространение
Разпространени са в планините на Централна Азия, от Памир и източната част на Хималаите до Саяните и Гобийски Алтай.